# The Sims 4: Кулинарные страсти
The Sims 4: Кулинарные страсти (англ. The Sims 4: Home Chef Hustle) — каталог, выпущенный для игры The Sims 4. Ключевая особенность — расширение геймплея готовки, возможность заготавливать ингредиенты, готовить пиццы, вафли и продавать блюда на стенде. Кулинарные страсти добавляют блюда европейской кухни, а также набор для кухни в модном европейском стиле.
Игровые критики оценили то, как «Кулинарные страсти» углубляют геймплей приготовления блюд и выдерживают высокую планку качества поздних каталогов.

## Игровой процесс
«Кулинарные страсти» расширяет игровой процесс, связанный с процессом готовки и вводит много дополнительных кулинарных рецептов, вроде кексов, которые можно испечь в духовке, или фокаччу. Каталог вводит жизненные цели, связанные с кулинарией и продажей блюд, добавляет в игру коллекцию одежды для повара и коллекцию предметов для кухни.
Каталог вводит миксер портативную печь для пиццы и вафельницу, позволяя готовить пиццу и вафли с разными ингредиентами. Миксер используется для подготовки ингредиентов, чтобы затем из них можно было быстро приготовить блюда. Ингредиенты можно хранить в холодильнике.
«Кулинарные страсти» добавляет продуктовый стенд, позволяя продавать созданные блюда. Стенд можно поместить в инвентарь игрового персонажа и разместить на любом участке, чтобы зазывать мимо проходящих симов.

## Разработка и выход
Каталог был анонсирован 20 сентября 2023 года и выпущен 28 сентября для ПК/Mac, Steam, Xbox One, Xbox Series X/S, PlayStation 4 и PlayStation 5.
«Кулинарные страсти» вышли через несколько лет после того, как EA внезапно прекратила выпуск этого типа DLC, заменив их частыми выпусками более малосодержательными комплектами. При создании предметов, разработчики вдохновлялись модной европейской кухней, также каталог сосредоточен на европейской кухне, например вафельница и способ приготовления тонких вафель на скандинавский манер. Для каталога было переработано меню доступных для готовки блюд, что в том числе облегчало выбор для симов-веганов. Тематически каталог схож с «Классной кухней», вышедшей в 2015 году и также сосредоточенной на теме готовки и кухни.
С декабря по январь 2023 года в парижском ресторане Immersion Paris подавали блюда с вафлями в форме сердец, владелица ресторана, будучи поклонницей The Sims решила включить в меню блюда из «Кулинарных страстей».

## Критика
| Иноязычные издания | Иноязычные издания |
| Издание            | Оценка             |
| ------------------ | ------------------ |
| Digital Spy        | Хорошо             |
| Games Hub          | [ 8 ]              |
| KeenGamer          | 7/10               |
| Game Rant          | Посредственно      |

Джесс Ли с сайта Digital Spy похвалила каталог, заметив, что он выдерживает высокую планку качества поздних каталогов, превратившихся из простых пакетов расширения с коллекцией предметов в небольшие дополнения. Хотя на первый взгляд «Кулинарные страсти» с точки зрения геймплея выглядят поверхностно, они позволяют создавать множество комбинаций разных блюд. Джесс осталась недовольна коллекцией одежды, но оценила предметы для кухни.
Лия Уильямс с сайта Games Hub оценила то, как «Кулинарные страсти» углубляют механику готовки, которая за некоторыми условиями была лёгкой в The Sims 4, превращая её в методичный и пошаговый процесс. Данная механика имеет некоторые схожие черты с готовкой из дополнения «Загородная жизнь», где можно готовить из выращиваемых ингредиентов, но «Кулинарные страсти» сосредотачивается именно на добавлении дополнительных шагов в процессе готовки, придавая кулинарии больше реализма. Каталог определённо подойдёт поклонникам виртуальной кулинарии, вроде Cooking Mama.
Лора Спеллер с сайта KeenGamer призналась, что боялась, что после трёхгодового отсутствия выпуска каталогов, «Кулинарные страсти» деградирует до уровня ранних каталогов, являясь новой итерацией «Классной Кухни», но каталог оправдал её ожидания и превращает процесс готовки в увлекательный опыт. «Кулинарные страсти» отлично подойдут игрокам, любящим профессионально готовить, но не желающим работать в ресторане. Однако Спеллер упрекнула каталог за недостаточное количество предметов.
Более сдержанный отзыв оставила Блэйд Мур с сайта Game Rant, заметив, что тематика каталога чувствуется слишком нишевой для большей части игроков, упоминая например возможность продавать еду в дополнении «На работу». Блэйд также заметила, что внешняя схожесть «Кулинарных страстей» с «Классной кухней» может сыграть против нового каталога, даже при том, что первый предлагает куда больше игрового процесса. Мур оценила солидную коллекцию предметов и забавных нарядов.